# Lazarus (Branch)

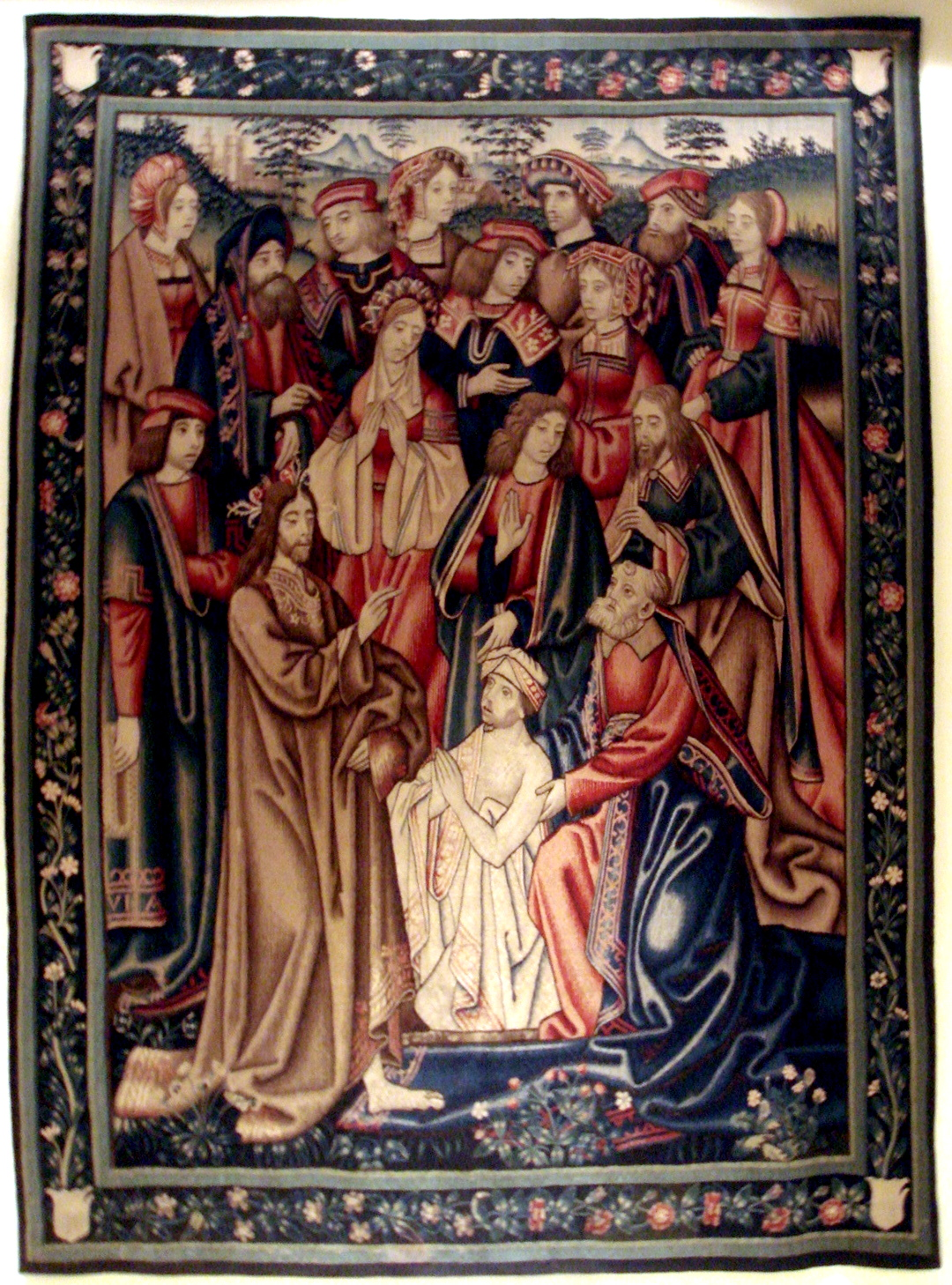
Wskrzeszenie Łazarza

Lazarus – poemat amerykańskiej poetki Anny Hempstead Branch, opublikowany w tomie The Heart of the Road and Other Poems, wydanym w 1901. Dziesięciostronicowy utwór ma dramatyczny, dialogowy charakter i stanowi zapis rozmowy, którą tłum ludzi prowadzi z wskrzeszonym przez Jezusa Łazarzem. Ludzie są ciekawi, jak to jest umrzeć. Zadają mu pytania jak: Ay, speak ! What is it like?/Is it terrible to die? Were you afraid? albo Is it cold outside the body?. Poemat został napisany wierszem białym (blank verse), czyli bezrymowym pentametrem jambicznym.
Ay ! When I keep my thoughts all clean and large.
Open to sunlight as the roses are.
It lies along the margin of the air
With a soft shining, though I see it not.
I feel it on my lips and so they smile.
And in my vision and it has content.
And all this common atmosphere of earth
Has fragrance in it, wrought into it fair.
And motion and most subtle soft delight.